# Воля Бухівська
Во́ля Бухі́вська (пол. Wola Buchowska) — село у Польщі, у гміні Ярослав Ярославського повіту Підкарпатського воєводства. Знаходиться на відстані 11 км на північний-захід від Ярослава. Населення — 820 осіб (2011).

## Історія
Після анексії у 1434 році Галичини поляками лівобережне Надсяння півтисячоліття піддавалось інтенсивній латинізації та полонізації.
У 1831 році в селі було 182 греко-католики (належали до парафії Гориці Канчуцького деканату Перемишльської єпархії).
На 1 січня 1939 року в селі мешкало 900 осіб, з них 195 українців, 680 поляків, 25 євреїв. Село належало до ґміни Павлосюв Ярославського повіту Львівського воєводства. Греко-католики належали до парафії Гориці Сінявського деканату Перемишльської єпархії.
У травні 1945 року з Гориці й Волі Бухівської вивезено до СРСР 181 українця з 39 будинків.
У 1975—1998 роках село належало до Перемишльського воєводства.

## Демографія
Демографічна структура станом на 31 березня 2011 року:
|          | Загалом | Допрацездатний вік | Працездатний вік | Постпрацездатний вік |
| -------- | ------- | ------------------ | ---------------- | -------------------- |
| Чоловіки | 414     | 114                | 254              | 46                   |
| Жінки    | 406     | 98                 | 224              | 84                   |
| Разом    | 820     | 212                | 478              | 130                  |